# NGC 6360
NGC 6360 је група звезда у сазвежђу Змијоноша која се налази на NGC листи објеката дубоког неба.
Деклинација објекта је - 29° 51' 46" а ректасцензија 17h 24m 26,5s. Привидна величина (магнитуда) објекта NGC 6360 износи 12,6. NGC 6360 је још познат и под ознакама ESO 454-**20.